# Prix Erckmann-Chatrian
Émanation du Comité Erckmann-Chatrian, le prix Erckmann-Chatrian est un prix littéraire lorrain décerné chaque année depuis 1925 en mémoire du duo littéraire Erckmann-Chatrian. Il récompense une œuvre en prose écrite par un Lorrain ou concernant la Lorraine. On le surnomme le « Goncourt lorrain ». 

## Historique
La Société Erckmann-Chatrian est fondé en 1913 à l'initiative du musicien et écrivain Georges Sadler et de l'homme de lettres Émile Hinzelin dans le but de défendre et promouvoir la langue française dans les territoires annexés par la Prusse en 1870. Son premier président est Émile Hinzelin, ses présidents d’honneur sont Maurice Barrès et le maréchal Lyautey.
En 1925, la Société Erckmann-Chatrian devient Comité Erckmann-Chatrian sous l’égide de Georges Sadler et décide de s’attacher à la défense et à la promotion de la langue française et de la culture lorraine en créant un prix littéraire décerné chaque année, en novembre, par un jury composé de personnalités issues des quatre départements lorrains. Le prix est remis solennellement au lauréat au printemps suivant. Peuvent concourir les auteurs d’origine lorraine ou lorrains d’adoption, et les écrivains non lorrains qui ont publié un ouvrage de valeur sur un sujet lorrain.
À la mort de Georges Sadler en 1958, le jury est présidé successivement par Albert Schneider (1958-1988), Roger Bichelberger (1989-1998), Michel Caffier (1998-2004), Philippe Claudel (2004-2005), Gaston-Paul Effa (2006-2008), Gilles Laporte (2009-2014), Bernard Visse (2015-2022) puis Fabienne Henryot (depuis 2023).
En 1989, s'ajoute au prix, une Bourse du récit historique et de la monographie. En 1993, cette Bourse est divisée en « Bourse d'histoire » et « Bourse de la monographie ».
Le Jury 1989-1998 est composé de Helga Abret, René Bour, Michel Caffier, Claude Delafenêtre, André Jeanmaire; Gilles Laporte,  Pierre Marizier, Henriette Méline, Jean Morette, Robert Scheuer, René Vigneron.
Le Jury 2017 est composé de : Pierre-Marie Beaude, Roger Bichelberger, Muriel Carminati, Gaston-Paul Effa, Francis Kochert, Gilles Laporte, André Markiewicz, Philippe Martin, Michèle Maubeuge, Gérald Tenenbaum, Bernard Visse.
Le jury 2024 est composé de Fabienne Henryot (présidente), Hélène Gestern, Gaston-Paul Effa, Gilles Laporte, Sophie Loubière, Philippe Martin, Gérald Tenenbaum, Bernard Visse, Frédérique Volot.

## Liste des lauréats
Les lauréats du prix sont Erckmann-Chatrian :
- 1925 : Eugène Mathis, Les Héros : gens de Fraize, L. Fleurent éd.
- 1926 : Léopold Bouchot, Manuel d'histoire de Lorraine
- 1927 : Henry Thierry, Anthologie lorraine
- 1928 : Robert Parisot, Histoire de Lorraine
- 1929 : Gabriel Gobron, Contes du Rupt-de-Mad
- 1930 : Fernand Rousselot, À l'ombre du mirabellier
- 1931 : Jean-Pierre Jean, Mémorial du Souvenir Français en Moselle
- 1932 : Henri Fremont, Mademoiselle Françoise, journaliste
- 1933 : Henri Gaudel, Histoires de chez nous (nouvelles)
- 1934 : Maurice Garçot, Nancy la Ducale
- 1935 : Marcel Grosdidier de Matons, Au cœur de la Lorraine
- 1936 : Pol Ramber, Contes vosgiens (nouvelles)
- 1937 : Paul-Émile Colin, En Lorraine, par sentiers et venelles
- 1938 : Chanoine Humbert, André Theuriet à Bar-le-Duc
- 1939 : Martin de Briey, Le Jardin de Vaudémont
- 1940 : Non attribué
- 1941 : Non attribué
- 1942 : Non attribué
- 1943 : Non attribué
- 1944 : Non attribué
- 1945 : Fernand Fizaine, La Patrie perdue
- 1946 : Jules Blache, Le Grand refus
- 1947 : Jacques Dieterlen, Honeck
- 1948 : André Monnier-Zwingelstein, Clair-Moutier
- 1949 : Gabriel Bichet, Évadés, souvenirs de guerre
- 1950 : René Bour, Histoire illustrée de Metz
- 1951 : Chanoine Camille-Paul Joignon, Au cœur du Barrois
- 1952 : Léon Fresse, Contes de la vallée des lacs (nouvelles)
- 1953 : Pierre Marot, pour la revue Le Pays Lorrain
- 1954 : Georges Coanet, Metz pour nous deux
- 1955 : André Dorny, Légendes lorraines (nouvelles)
- 1956 : Étienne Delcambre, Élisabeth de Ranfaing
- 1957 : Jean L'Hôte, La Communale
- 1958 : Paul Testart, Épinal à travers les siècles
- 1959 : René Vigneron, Aubes
- 1960 : Yvette Muller, Les Taupins
- 1961 : Robert Javelet, Camarade Curé (Éditions du Sapin d'Or)
- 1962 : Jeanne-Berthe Tisserand, Souvenirs d'une réfugiée lorraine
- 1963 : Sylvette Brisson, Emmanuelle s'en va-t-en guerre
- 1964 : Louis Baron-Jungmann, Jeux impurs
- 1965 : Pierre de La Condamine, Une principauté de contes de fées : Salm en Vosges
- 1966 : Georges Bassinot, La Page où l'on meurt
- 1967 : Jacques-Joseph Bammert, La Walkyrie
- 1968 : Claire Graf, Le Repaire en deuil
- 1969 : Gabriel Bastien-Thiry, Les Haies folles
- 1970 : Michel Huriet, Une fille de Manchester
- 1971 : Henry Najean, Le Diable et les sorcières dans les Vosges
- 1972 : Georges Sédir, Les Diplomates (éditions E. Julliard)
- 1973 : Jean Vartier, La Vie quotidienne en Lorraine au XIXe siècle
- 1974 : André Jeanmaire, Le Vieux Metz
- 1975 : Henriette Méline, Catherine
- 1976 : Jacqueline Verly, Les Loupiots du Haut-Ravin (Éditions Rouge et Or Souveraine)
- 1977 : Roger Bichelberger, Les Noctambules ()
- 1978 : Anne-Marie Blanc, Marie Romaine (Éditions Serpenoise)
- 1979 : Francis Gruyer, Les Ruines du soleil (Gallimard)
- 1980 : Caroline Babert, Les Méandres de la Moselle ()
- 1981 : Daniel Kircher, Le Maître des steppes ()
- 1982 : Jules Dauendorffer, J'étais un Malgré-Nous
- 1983 : Robert Muller, Sima mon amour (Éditions Pierron)
- 1984 : Gilles Laporte, Le Moulin du Roué
- 1985 : Michel Caffier, L'Arbre aux pendus (PUN - Serpenoise)
- 1986 : Claude Collignon, L'Enfant pensif (Éditions du Seuil)
- 1987 : François Martaine, Les Pommes noires (Tallandier)
- 1988 : Madeleine Steil, Le Mas des micocouliers ()
- 1989 : Anne Perry-Bouquet, Les landaus de la Mère Aza (Mercure de France)
- 1990 : Pierre-Marie Beaude, Le Muet du roi Salomon (Gallimard)
- 1991 : Pierre Borghero Une trop grande lumière (Éditions Pierron)
- 1992 : Régine Detambel, La Quatrième orange ()
- 1993 : Marie-Françoise Stellat, Vous reviendrez... Anna (éditions Gérard Louis)
- 1994 : Henriette Bernier, Une femme empêchée (Presses de la Cité)
- 1995 : Claude Kévers-Pascalis, Saint Nicolas citoyen romain (Éditions Serpenoise)
- 1996 : Sophie Chérer, Les Loups du paradis (Éditions de l'Olivier)
- 1997 : Jean-Bernard Lang, Sceau Jeurue (Éditions Serpenoise)
- 1998 : Gaston-Paul Effa, Mâ (Grasset)
- 1999 : Philippe Claudel, Meuse l'oubli (Balland)
- 2000 : Joël Egloff, Les Ensoleillés (Le Rocher)
- 2001 : Jocelyne François, Portrait d'un homme au crépuscule (Mercure de France)
- 2002 : Hubert Mingarelli, La Beauté des loutres (Seuil)
- 2003 : Pierre Pelot, C'est ainsi que les hommes vivent (Denoël)
- 2004 : Gérard Oberlé Retour à Zornhoff (Grasset)
- 2005 : Jeanne Cressanges, Le Soleil des pierres (Le Cherche-Midi)
- 2006 : Georges-Paul Cuny, Anna (L'Âge d'Homme)
- 2007 : Michel Bernard, La Tranchée de Calonne (La Table Ronde)
- 2008 : Gérald Tenenbaum, L'Ordre des jours (Héloïse d'Ormesson)
- 2009 : Pierre Hanot, Les Clous du fakir (Fayard Noir)
- 2010 : Élise Fontenaille, Les Disparues de Vancouver[2] (Grasset)
- 2011 : Yves Simon, La Compagnie des femmes (Stock)
- 2012 : Tierno Monénembo, Le Terroriste noir (Seuil)
- 2013 : Maria Pourchet, Rome en un jour (Gallimard)
- 2014 : Nicolas Mathieu, Aux Animaux la guerre (Actes Sud)
- 2015 : Hélène Gestern, Portrait d'après blessure (Arléa)
- 2016 : Michel Louyot, Un chouan lorrain (Éditions du Paraiges)
- 2017 : Édith Masson, Des carpes et des muets (Éditions du Sonneur)
- 2018 : Fabienne Jacob, Un homme aborde une femme (éditions Buchet/Chastel)[7]
- 2019 : Isabelle Flaten, Adelphe (Éditions Attila)
- 2020 : Richard Rognet pour « l'ensemble de son œuvre »[8].
- 2021 : Jean-Paul Didierlaurent, Malamute (Au diable vauvert)[9].
- 2022 : Arnaud Dudek, Le Coeur arrière (Les Avrils).
- 2023 : Alixe Sylvestre, Le Gars de la combe (Territoires Témoins).
- 2024 : Étienne Kern, La Vie meilleure (éditions Gallimard)[10].